# Santa Maria da Devesa
Santa Maria da Devesa es una freguesia portuguesa del concelho de Castelo de Vide, con 56,36 km² de superficie y 1.716 habitantes (2001). Su densidad de población es de 30,4 hab/km².